# Chiesa del Santissimo Salvatore (Vezzi Portio)
La chiesa del Santissimo Salvatore è un luogo di culto cattolico situato nella frazione di Magnone nel comune di Vezzi Portio, in provincia di Savona. La chiesa, un tempo parrocchia autonoma, è oggi accorpata alla chiesa del Santissimo Sepolcro, della frazione di Portio, sede della parrocchia  del Santissimo Salvatore e San Sepolcro, facente parte del vicariato di Finale Ligure della diocesi di Savona-Noli.

## Storia e descrizione

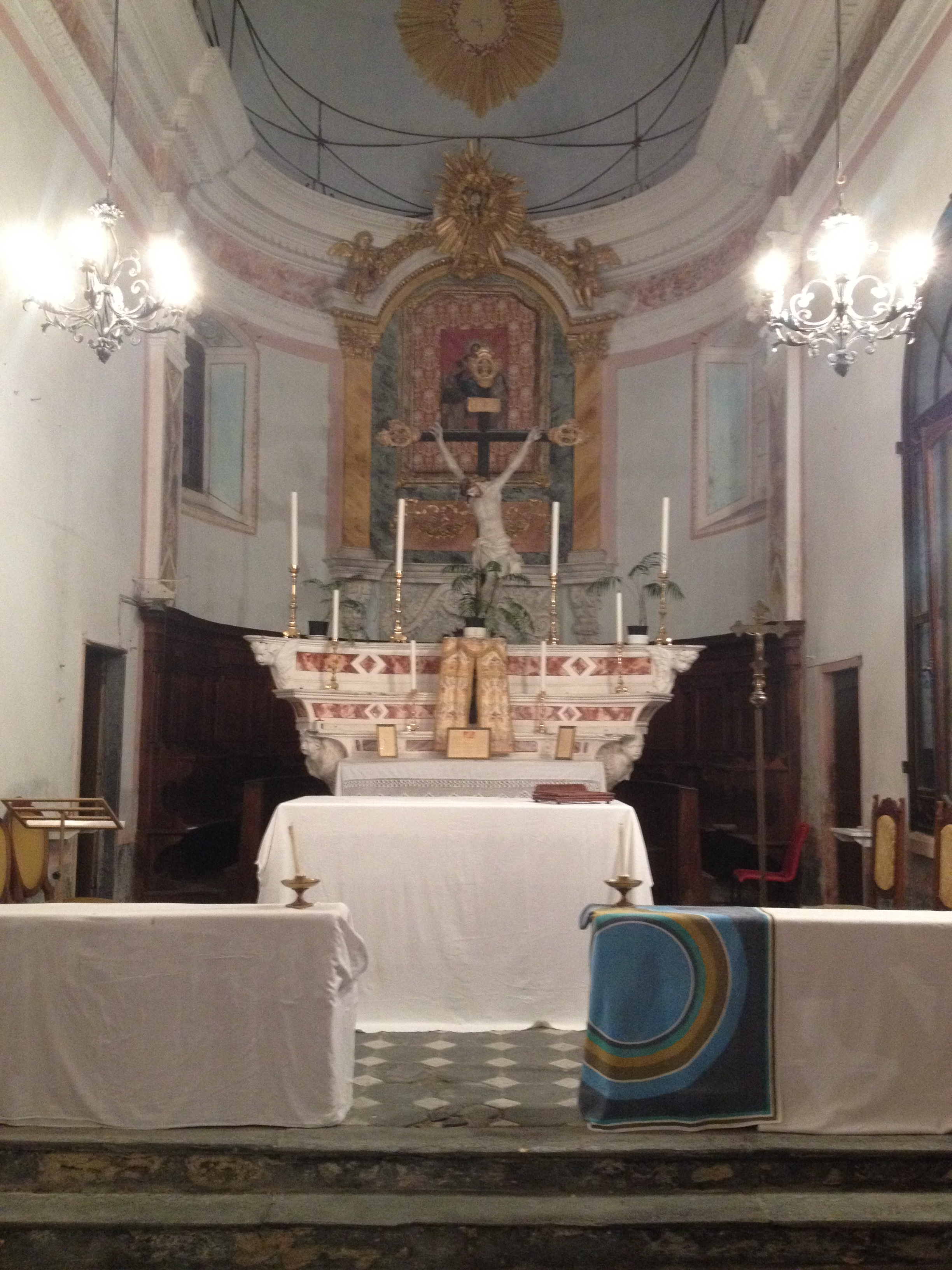
Il presbiterio.

L'attuale edificio è frutto di un ampliamento di una più antica chiesa con orientamento inverso rispetto all'attuale, operato probabilmente a partire dal Settecento e ha assunto la sua attuale fisionomia, soprattutto interna, nel corso dell'Ottocento.
Ad aula unica, presenta un profilo interno semplice e sobrio, decorato con alcune pitture sulla volta del presbiterio. L'altare maggiore è in pietra e calce, ed è sormontato da un antico crocifisso ligneo, originariamente processionale, risalente almeno al Settecento. Sulla parete di fondo, una finta architettura in stucco dorato con angeli racchiude il luogo dove un tempo si trovava una tela oggi perduta e sostituita con uno stendardo della Vergine. Sotto di essa, un coro ligneo dalle linee semplici abbraccia la parete dell'abside.  Altri due crocifissi processionali sono conservati lungo la parete destra. Il fonte battesimale, in pietra del Finale, si trova sulla sinistra dell'ingresso. Le due cappelle laterali, una a sinistra e una a destra, sono dedicate al Sacro Cuore di Gesù e alla Madonna del Rosario.
Le originali statue lignee sono andate disperse, insieme ad altri arredi della chiesa, nel corso del secondo dopoguerra e sono oggi sostituite da statue in gesso di assai minor pregio. Interessante il gruppo ligneo processionale, databile alla seconda metà dell'Ottocento e attribuibile ad Antonio Brilla, che raffigura la Trasfigurazione.